# Villa Rutenberg und Wohnhäuser
Die Villa Rutenberg in Bremen-Östliche Vorstadt, Am Dobben 91, war ein Wohnhaus und ist seit 1979 der Sitz des Ortsamts Mitte/Östliche Vorstadt.
Das Gebäude wurde als Einzeldenkmal und zusammen mit den Wohnhäusern Am Dobben 88 und 89 als Ensemble 1981  unter Denkmalschutz gestellt.

## Geschichte
Der Baumeister Lüder Rutenberg (1816–1890) entwarf und baute 1864 (nach anderen Quellen 1861) die Villa als repräsentatives Wohnhaus für sich und seine Familie. Das zweigeschossige, vierachsige Bauwerk hat zudem ein Souterrain- und ein Mezzaningeschoss sowie einen seitlichen, gestalterisch prägenden Risalit. Der Ballsaal mit einer Empore maß 5,2 m × 13,2 m bei einer Höhe von 5,9 m. Im Souterrain waren die Werkstätten von Rutenberg untergebracht.
Die Villa verblieb bis 1920 im Familienbesitz. Sie wurde von der Stadt gekauft. Ortsamtsleiter Robert Bücking berichtete: „Sie sollte eigentlich abgerissen und an ihrer Stelle ein Haus für die Bürgermeister-Smidt-Schule gebaut werden.“ Stattdessen diente sie seitdem jedoch dem Gesundheitsamt, dem Gewerbeaufsichtsamt, dem Staatsarchiv Bremen und der Bundesgeschäftsstelle des ADFC als Sitz. Heute befindet sich dort das Ortsamt Mitte/Östliche Vorstadt.
1977 wurden im früheren Ball-/Speisesaal nach dem Entfernen von abgehängten Decken die 1862 von Rutenberg und um 1880 von Lambert Leisewitz beauftragten Decken- und Wandmalereien entdeckt und bis 1979 restauriert, ebenso wie die im Flur und in einem Zwischenzimmer. Landesdenkmalpfleger Hans-Christoph Hoffmann beschrieb das Aussehen: „Das Haus Am Dobben 91 wirkt von außen nicht nur unscheinbar, sondern fast schon häßlich. Auf den ersten Blick möchte man in diesem Haus eher ein utilaristisches Amtsgebäude – etwa das Verwaltungsgebäude eines Gefängnisses – erblicken als die Villa eines begüterten bürgerlichen Bauunternehmers und Bauspekulanten …“ Durch Sanierungsarbeiten wurde das in die Jahre gekommene Haus in den 1980er Jahren gründlich renoviert. Die Beiräte Mitte und Östliche Vorstadt tagen nicht in dem Gebäude, da der Saal nicht behindertengerecht erreichbar ist.

## Wohnhäuser Am Dobben 88 und 89
Die zweigeschossigen historisierenden benachbarten denkmalgeschützten Wohnhäuser als Bremer Häuser von 1866 wurden auch von Rutenberg entworfen
- Nr. 88 für den Kaufmann Daniel Rudolf Johann Ippen,[5]
- Nr. 89 für den Makler Hermann Müller.[6]

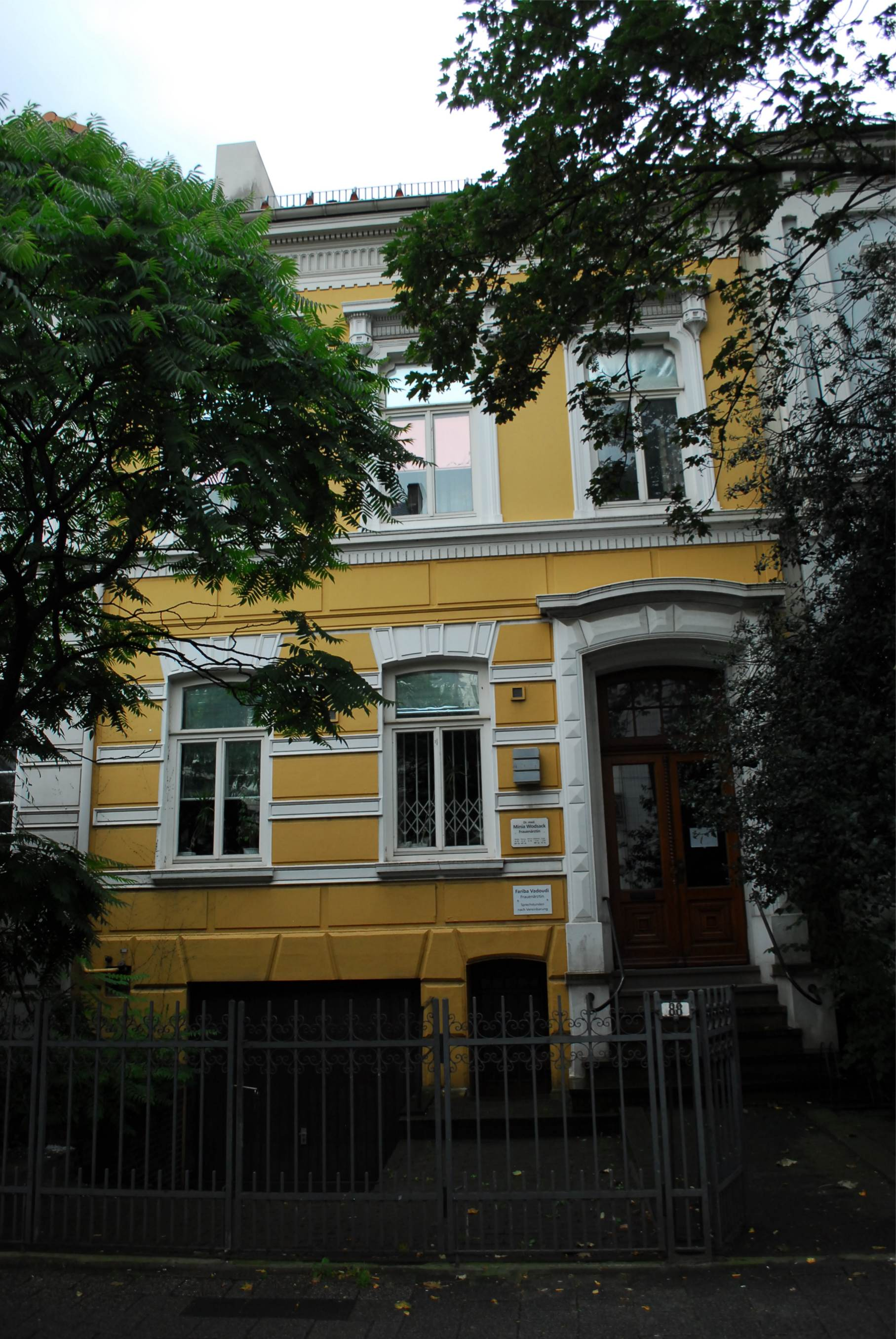
Nr. 88
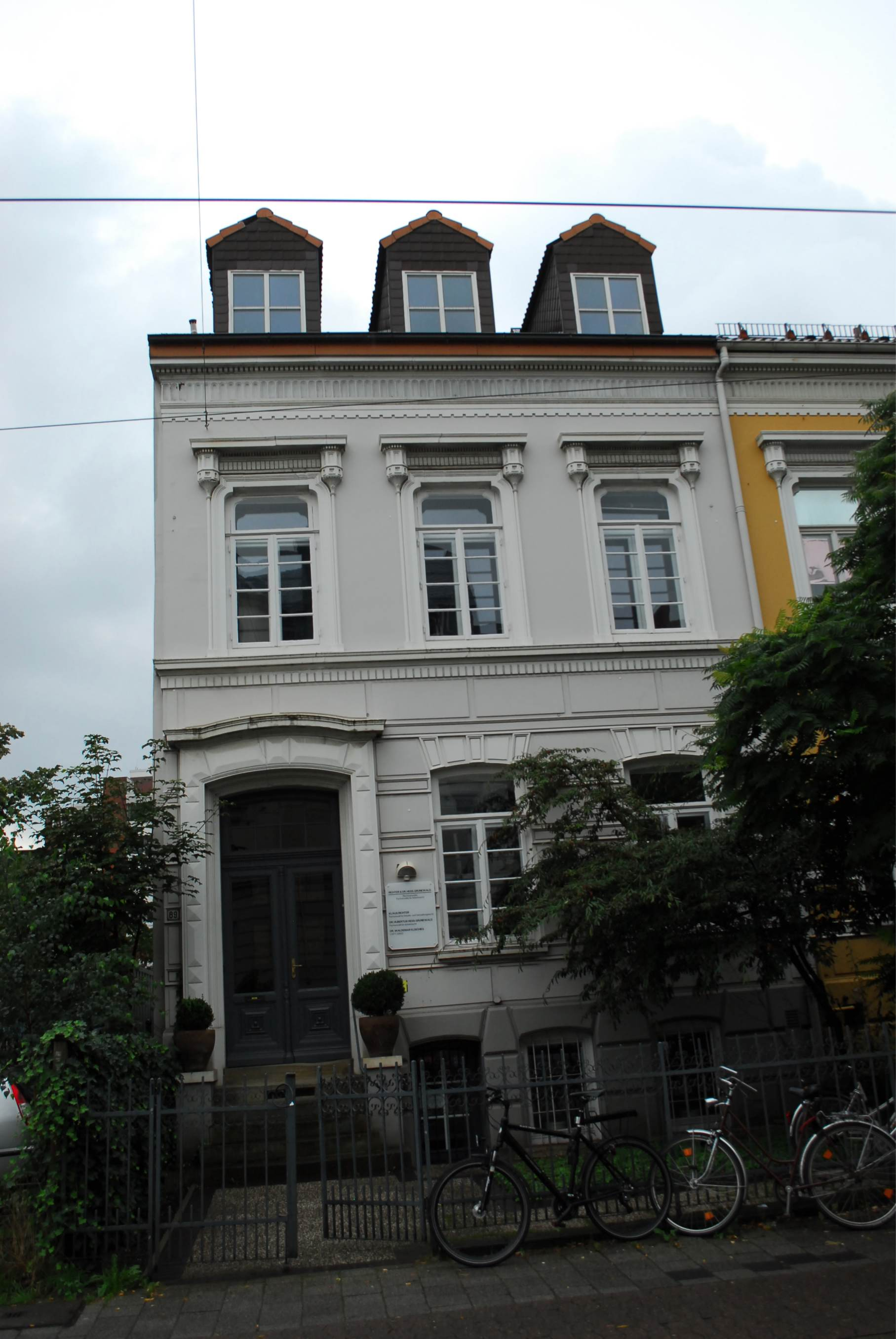
Nr. 89